# Photokinema
Photo-Kinema, también referido como Photo-Kinema, fue un sistema de sonido sobre disco para imágenes en movimiento inventado por Orlando Kellum.

## Introducción (1921)
Este sistema fue el primero en ser utilizado para un número reducido de cortometrajes, mayoritariamente hechos en 1921. Estos cortos presentaron al actor Frederick Warde leyendo un poema original, "A Sunset Reverie" ("Una ensoñación al atardecer"), el líder laboral Samuel Gompers hablando sobre cuestiones laborales, el juez Ben Lindsey hablando sobre la necesidad de un sistema judicial juvenil separado, Irvin S. Cobb leyendo sus trabajos, y una conferencia de James J. Davis, secretario de Trabajo en la Administración del presidente Warren G. Harding.
Orlando Kellum también grabó números musicales, incluyendo una actuación de la canción "De Ducks" por músicos afroestadounidenses. Además de Flournoy Miller y Aubrey Lyles quiénes escribieron el libreto para el musical Shuffle Along (1921), y el trío de Van Eps en "A bit of Jazz" ("Un poco de jazz") de 1921 con Fred Van Eps, padre del músico George Van Eps.
Una actuación grabada por el cantante y humorista escocés Harry Lauder hecha en Phono-Kinema está preservada en el "Film and Television Archive" (Archivo de Películas y Televisión) de la Universidad de California en Los Ángeles; sin embargo el disco con la pista sonora se extravió.

## Uso en la películaDream Street
El proceso fue utilizado por el director de cine estadounidense D. W. Griffith para grabar las secuencias de canto y efectos de sonido para su película Dream Street (1921). Empleando el sistema Phonokinema, Griffith transformó lo que realmente era una película muda a una película sonora. Los primeros sistemas de sonido sobre disco y sonido sobre cilindro habían sido inventados en el período 1894-1914 por Thomas Alva Edison como el (Kinetophone, Kinetophonograph), Cameraphone en Estados Unidos, el Chronomegaphone de Gaumont y el sistema sonoro de Pathé en Francia, y otros, pero solo eran utilizados para los cortometrajes. Dream Street fue el primer largometraje en el que se escuchó una voz humana sincronizada a una imagen a partir de una grabación de sonido de cualquier tipo.
Algunas copias de Dream Street muestran a Griffith hablando en una introducción breve a la película. Aun así, la calidad de sonido era pobre, y Dream Street solo era mostrada con sonido en dos teatros de Nueva York.
La versión muda se estrenó en 12 de abril de 1921 en el Teatro Central de Nueva York. El 27 de abril, Griffith y el actor Ralph Graves filmaron y grabaron sus respectivos fragmentos de imagen y sonido en la oficina Photokinema de Orlando Kellum en calle 40, número 203 Oeste de Nueva York.
El estreno de la versión con sonido de Dream Street tuvo lugar el 2 de mayo de 1921 en el ayuntamiento de Nueva York con una introducción de Griffith. El 15 de mayo, la película también presentó otras dos secuencias cortas con sonido con el actor Ralph Graves cantando, y el ruido de fondo en una escena que muestra un juego de dados. Desafortunadamente, ningún otro teatro podía mostrar la versión sonora de la película por no tener instalado el sistema de reproducción para las películas realizadas en el sistema Photokinema.
El domingo 29 de mayo, la proyección de Dream Street se mudó al teatro Schubert-Crescent en Brooklyn en un programa con cortometrajes realizados en Phonokinema. Aun así, el negocio era pobre y el teatro pronto cerró.

## Decadencia
El sistema Phonokinema pronto fue eclipsado por el sistema de sonido en película Phonofilm de Lee De Forest, el cual se estrenó en Nueva York el 15 de abril de 1923. Phonofilm fue superado por el sistema de sonido en disco Vitaphone, estrenado en Nueva York en la cinta Don Juan el 6 de agosto de 1926, y por el  Movietone desarrollado por Fox Film Corporation en 1927 y el sistema Photophone de RCA en 1928.
Según Internet Movie Datebase, dos cintas del Oeste de bajo presupuesto estrenadas en 1930, Sagebrush Politics y The Apache Kid's Escape, la última película con la estrella de westerns Jack Perrin, fueron las dos últimas películas estrenadas con el sistema Phonokinema. En 1982, la viuda de Kellum donó las películas supervivientes hechas con el proceso Phonokinema al Archivo de Película y Televisión de la Universidad de California en Los Ángeles.